# Efeito Flynn
O Efeito Flynn é o nome dado para o aumento constante do índice de acerto média da população mundial nos testes de QI. Tem esse nome em alusão ao psicólogo americano James Flynn, que em 1982 o identificou e documentou, após analisar os manuais americanos para testes de QI e perceber que esses testes eram revisados a cada 25 anos ou mais. Isso ocorre porque os testes de inteligência são normalizados para uma pontuação de 100, o que significa que 100 é a pontuação média da população que o faz. Quando ele é revisado, ele é padronizado para uma pontuação de 100 novamente, para que o certo seja que eles estejam medindo corretamente em relação ao novo grupo de examinandos. Em outras palavras, James Flynn percebeu que se um americano médio fizesse o primeiro teste de QI criado ele faria 130 pontos, pontuação atribuída a pessoas geniais. Da mesma forma, se o teste atual fosse aplicado com um americano médio daquela época, sua pontuação seria de 70, literalmente um resultado esperado de deficientes intelectuais.
Explicações possíveis para o Efeito Flynn, incluem a melhoria na nutrição, menos doenças infecciosas, mais educação (e mais produtiva), e ambientes mais estimulantes.